# Mullen (Tschugg)
Mullen (toponimo tedesco) è una frazione del comune svizzero di Tschugg, nel Canton Berna (regione del Seeland, circondario del Seeland).

## Storia

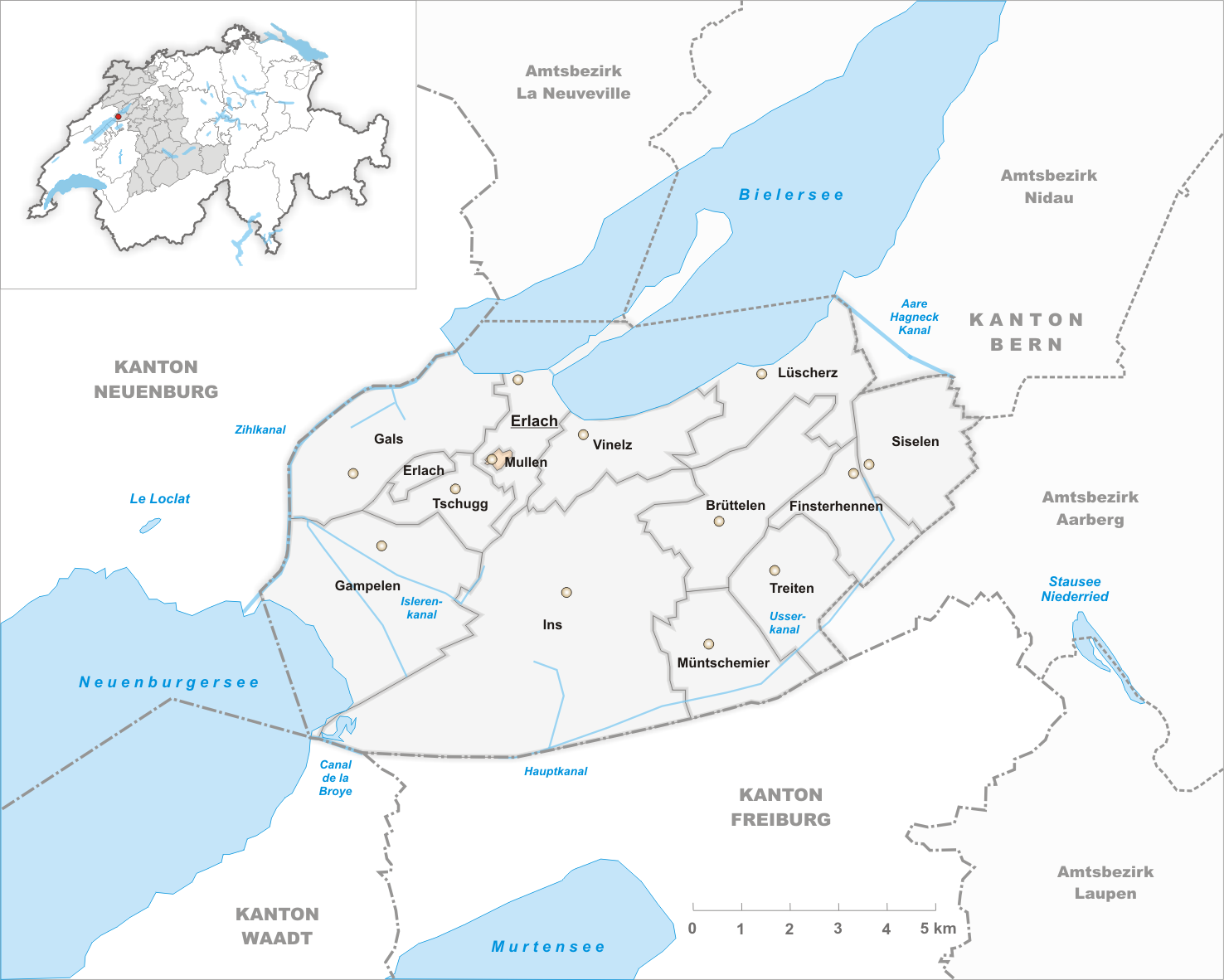
Il territorio del comune di Mullen prima degli accorpamenti comunali del 1946

Già comune autonomo istituito nel 1832 e che apparteneva al distretto di Erlach, nel 1946 è stato accorpato a Tschugg.

## Società

### Evoluzione demografica
L'evoluzione demografica è riportata nella seguente tabella:
Abitanti censiti

## Amministrazione
Ogni famiglia originaria del luogo fa parte del comune patriziale che ha la responsabilità della manutenzione di ogni bene comune.